# Comitia Calata
De Comitia Calata was de oudste en minst bekende van de Romeinse volksvergaderingen. Toen accurate historische verslagen werden geschreven, waren haar belang en gebruik enorm afgenomen. De Comitia Calata was verschillend van de andere Romeinse volksvergaderingen omdat er geen stemming noch enige andere actieve participatie van het volk was. Ze werd bijeengeroepen voor het volk om een afkondiging te horen of getuigen te zijn van enige handelingen.
De Comitia Calata werd voorgezeten door het college van Pontifices. De bijeenkomst vond waarschijnlijk plaats op het Capitool tegenover de Curia Calabra. De Comitia Calata en de Comitia Curiata waren de enige erkende volksvergaderingen voor de tijd van Servius Tullius. De functies van de vergadering hielden in:
- de afkondigingen door de pontifices in verband met tijdrekening en de aard van enkele data.
- inauguratie van de flamines en de Rex Sacrorum.
- getuigen zijn bij een Testamentum calatis comitiis om enige disputen te voorkomen na de dood van de persoon in kwestie.